# Camors
Camors é uma comuna francesa na região administrativa da Bretanha, no departamento Morbihan. Estende-se por uma área de 37,11 km². Em 2010 a comuna tinha 3 109 habitantes (densidade: 83,8 hab./km²).